# Acalypha virginica
Acalypha virginica är en törelväxtart som beskrevs av Carl von Linné. Acalypha virginica ingår i släktet akalyfor, och familjen törelväxter.

## Underarter
Arten delas in i följande underarter:
- A. v. deamii
- A. v. rhomboidea
- A. v. virginica

## Bildgalleri

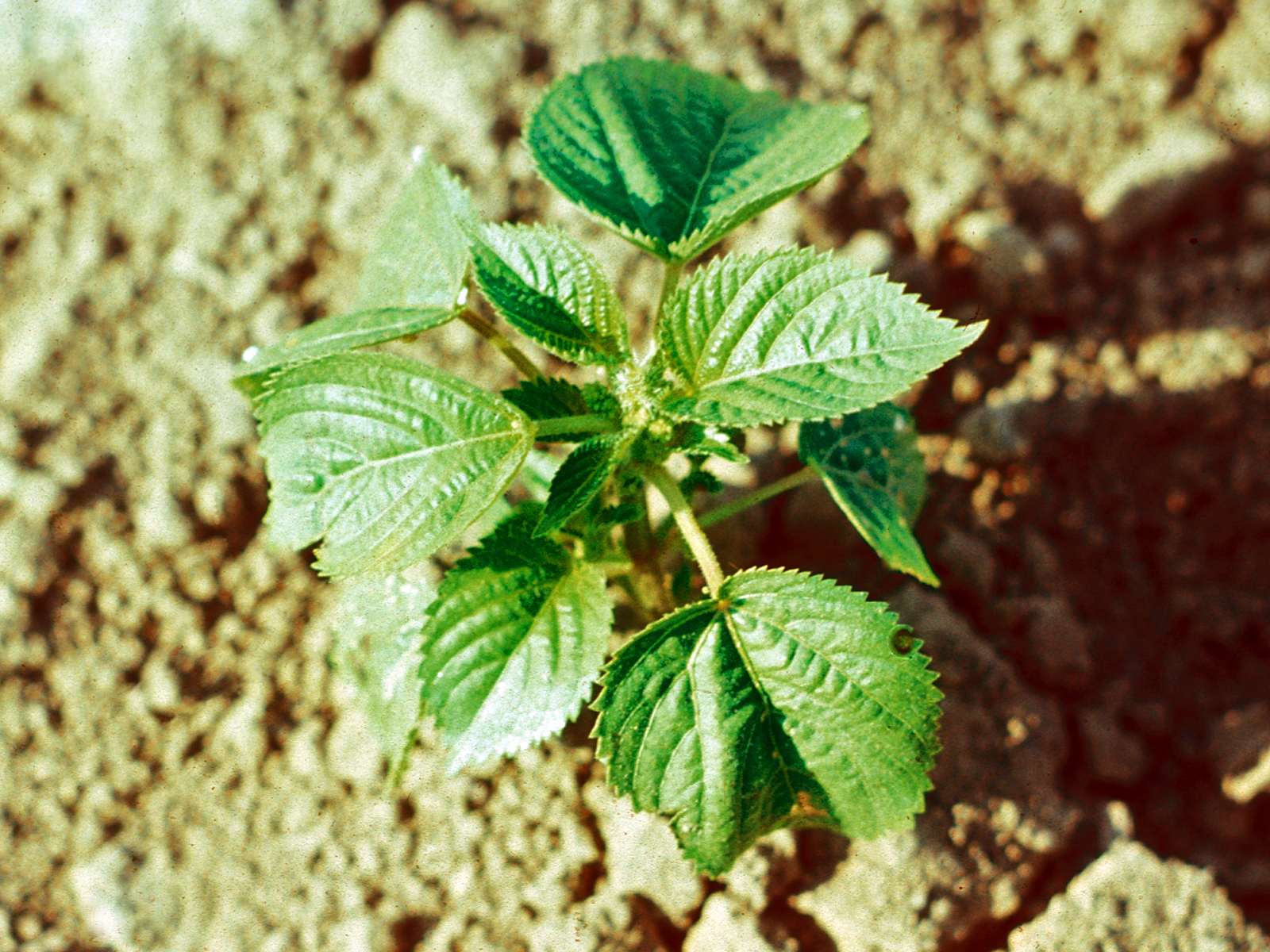
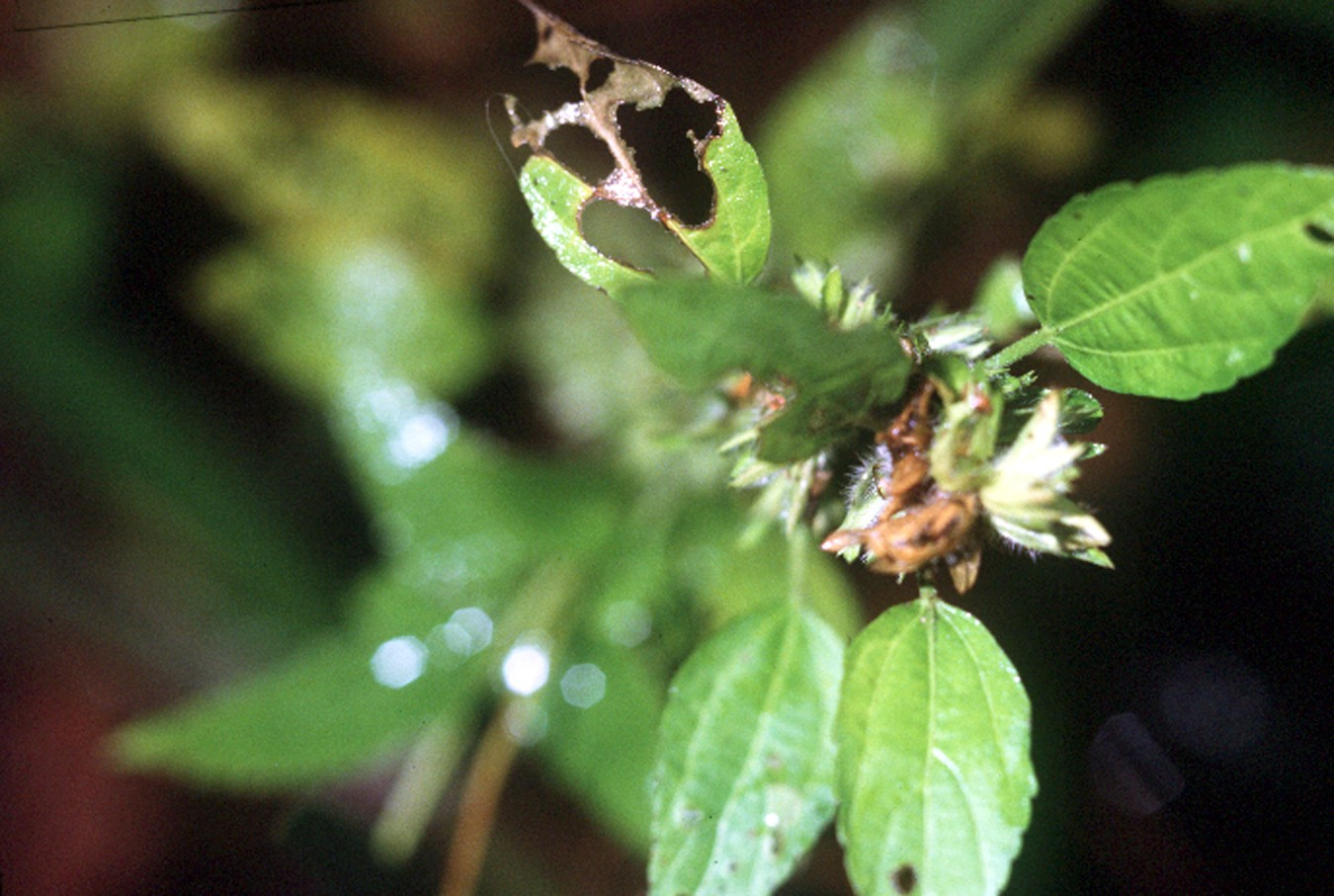
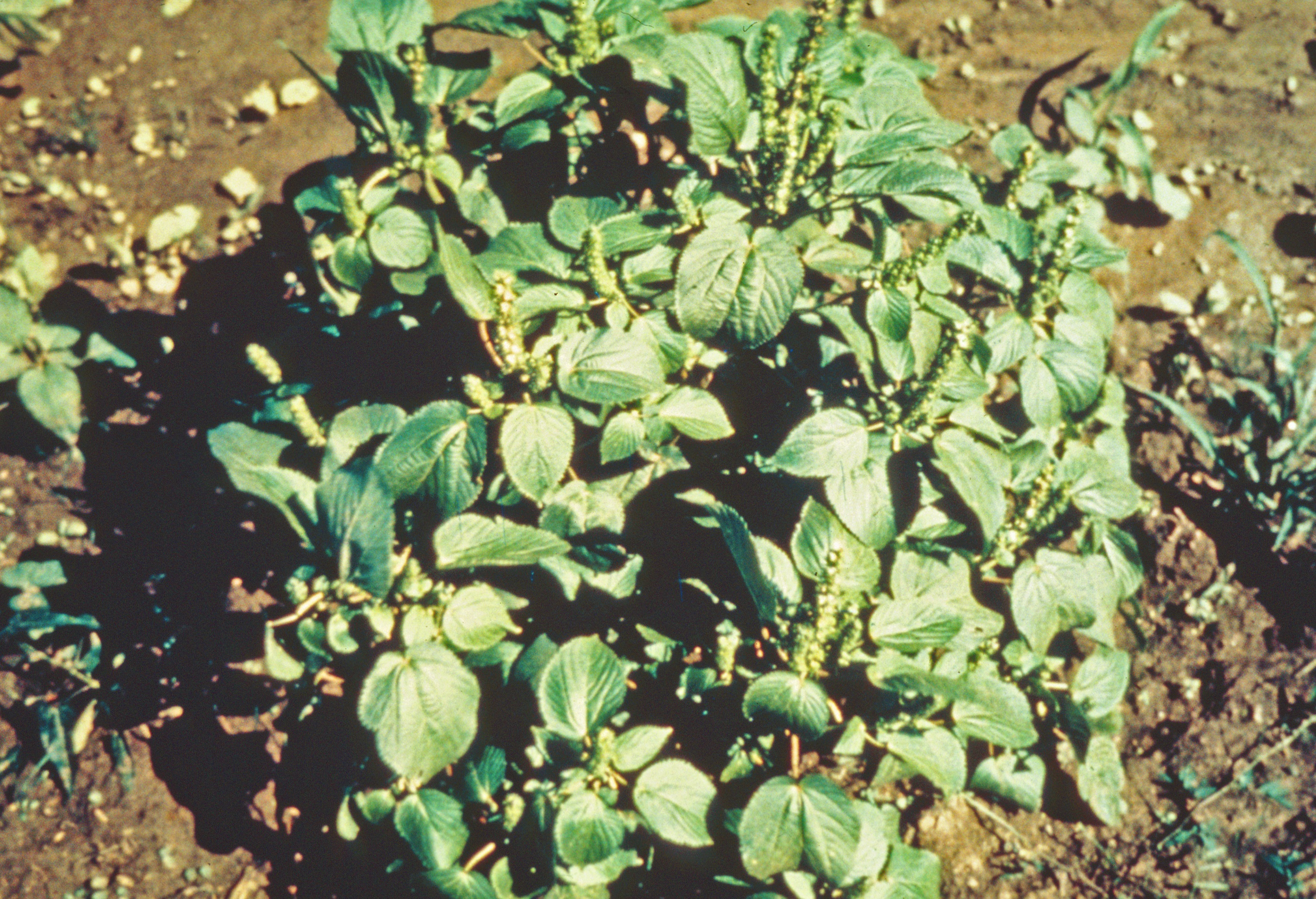